# Ралі Німеччини

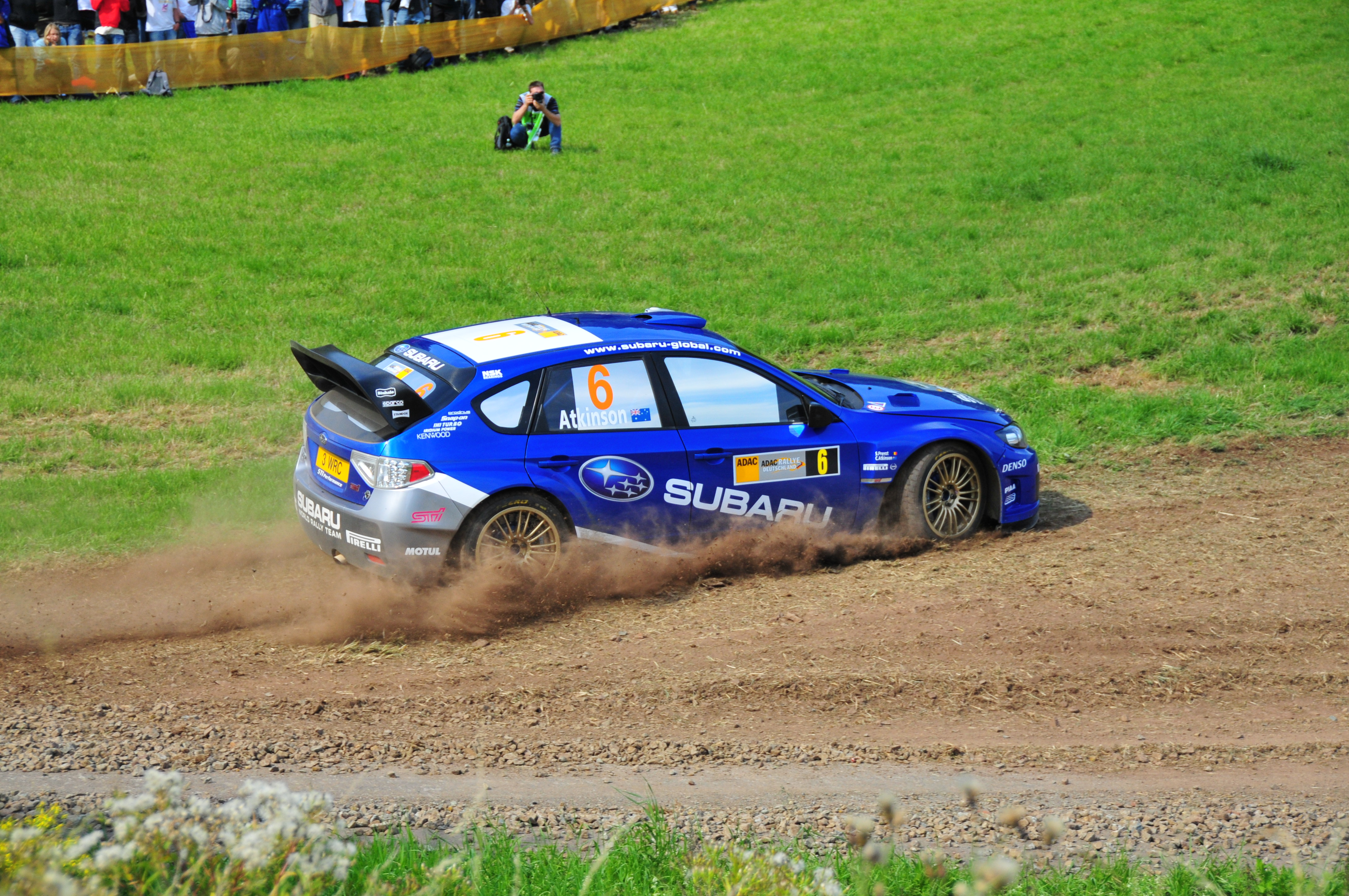
Кріс Еткінсон (2008)

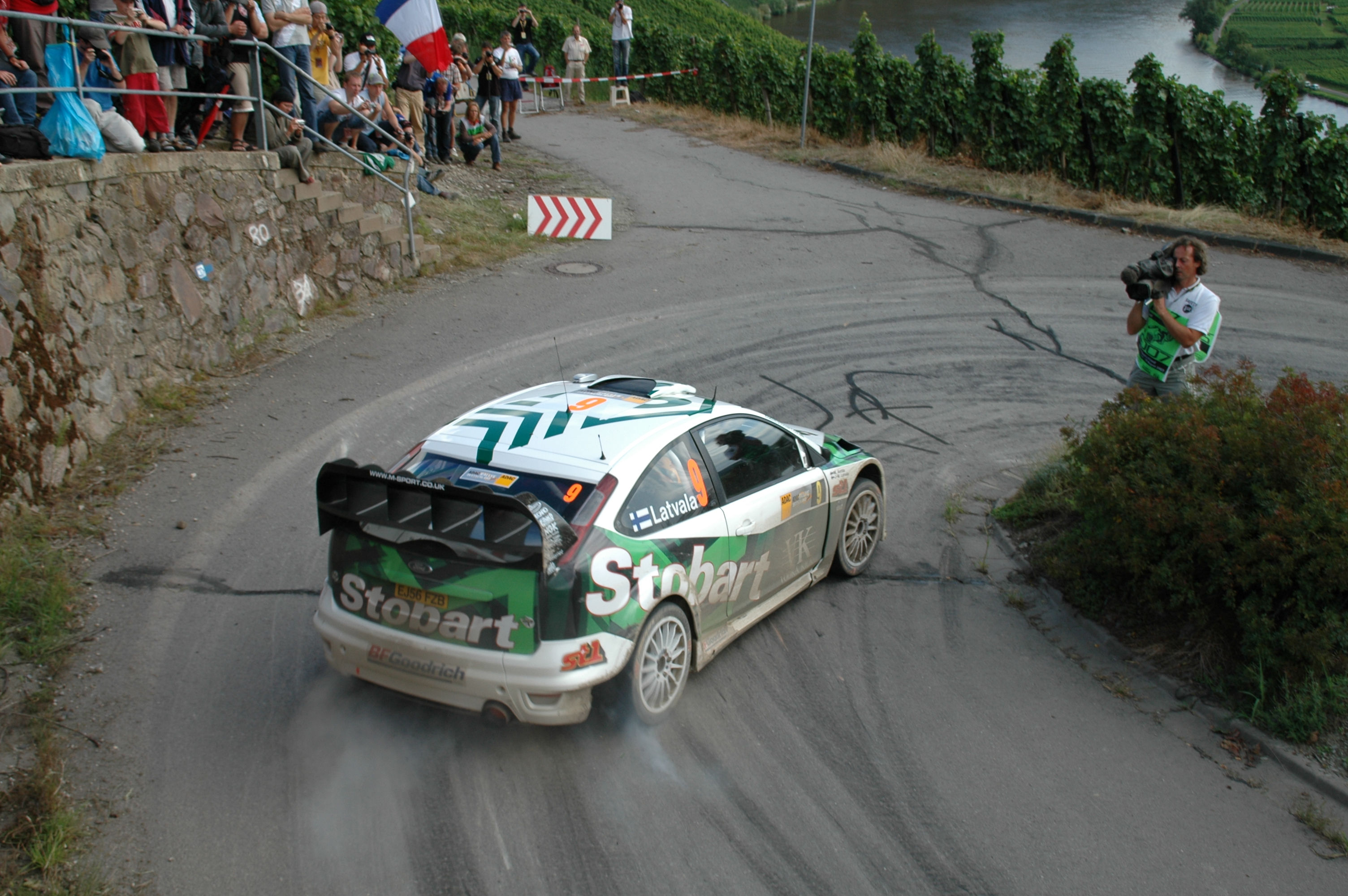
Ярі-Матті Латвала (2007)

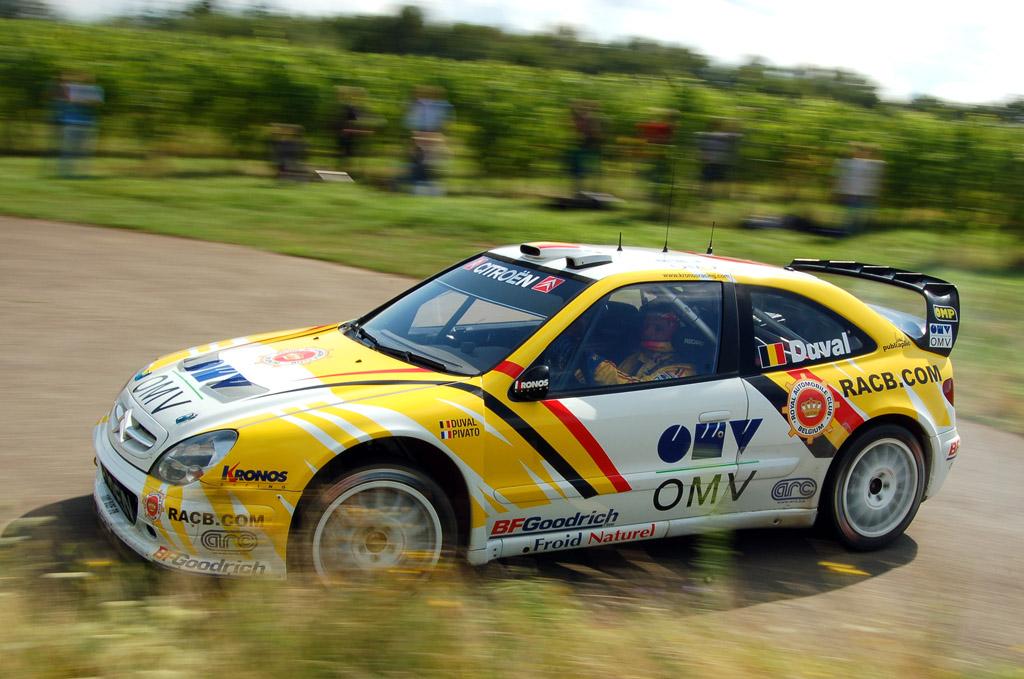
Франсуа Дюваль (2007)

Ралі Німеччини — ралійна гонка, що проходить на території Німеччини з 1982 року. Входить в календар чемпіонату світу з 2002 року. Раніше проходила в рамках чемпіонату Європи і чемпіонату Німеччини. Спочатку проводилася поблизу Франкфурта, з 2000 року була перенесена в район Тріра. Себастьян Льоб зі своїми дев'ятьма перемогами є найтитулованішим гонщиком в історії Ралі Німеччини, з німців найбільше перемог на рахунку Дітера Деппінга. 

## Історія
Вперше Ралі Німеччини було проведено в 1982 році в околицях Франкфурта-на-Майні. Першим переможцем став німецький гонщик Ервін Вебер на Opel Ascona 400. За ним послідував Вальтер Рьорль на Lancia Rally 037. Мішель Мутон була першою і поки єдиною жінкою, яка виграла німецький етап в 1986 році.
Змагання, яке було раніше частиною чемпіонату Європи і чемпіонату Німеччини з ралі, було включено в календар чемпіонату світу починаючи з 2002 року. Прес-центр і штаб ралі були розміщені в Трірі. Церемонії старту і фінішу також пройшли в Трірі перед воротами Порта-Нігра, біля яких учасники проїжджали повз глядачів. Тим часом, сервісний парк розташовувався приблизно в 60 км на південний схід на березі озера Босталзі.
У 2007 році сервісний парк разом з прес-центром переїхав на територію конференц-центру Тріра, який мав у своєму розпорядженні більш досконалу інфраструктуру і до нього було легше дістатися. Шейкдаун був перенесений на кордон з Люксембургом, а спецділянки були повністю перероблені і здебільшого були сконцентровані в районі виноградників недалеко від Тріра. На цей раз організація Ралі викликала безліч позитивних відгуків і привела в подальшому до зростання глядацького інтересу: так, в 2007 році загальна відвідуваність за три дні склала 200 тисяч осіб.
Ралі Німеччини цілком проходить на асфальтовому покритті. Спецділянки в виноградниках складаються з вузьких і звивистих доріг, на яких короткі швидкі ділянки чергуються з крутими відгалуженнями і різкими поворотами на схилах, що оточують Мозель. Глядачам, які сидять на невисоких стінах, особливо подобалася гарна видимість подій. Однак це викликало серйозні побоювання у ФІА щодо безпеки. У 2008 році останній п'ятничний доп був скасований через те, що занадто багато шанувальників намагалися прорватися через виноградники. Дороги на військовому полігоні зроблені з грубого бетону і оточені небезпечними каменями розміром до метра. На цій місцевості невеликі помилки при пілотуванні практично завжди призводять до серйозних пошкоджень як автомобіля, так і гонщика. Також Ралі Німеччини характеризується непередбачуваною погодою.

## Переможці
- 1982 Ервін Вебер
- 1983 Вальтер Рерль
- 1984 Ханну Міккола
- 1985 Калле Грундель
- 1986 Мішель Мутон
- 1987 Йохі Клейнт Volkswagen
- 1988 Роберт Другманс
- 1989 Патрік Сніджерс
- 1990 Роберт Другманс
- 1 991 П'єро Ліатті
- 1 992 Ервін Вебер
- 1993 Патрік Сніджерс
- 1994 Дітер Деппінг
- 1995 Енріко Бертоне
- 1996 Дітер Деппінг
- 1997 Дітер Деппінг
- 1998 Маттіас Кале
- 1999 Армін Кремер
- 2000 Хенрік Лундгард
- 2001 Філіп Бугалскі
- 2002 Себастьян Льоб
- 2003 Себастьян Льоб
- 2004 Себастьян Льоб
- 2005 Себастьян Льоб
- 2006 Себастьян Льоб
- 2007 Себастьян Льоб
- 2008 Себастьян Льоб
- 2010 Себастьян Льоб
- 2011 Себастьєн Ож'є
- 2012  Себастьян Льоб
- 2013 Дані Сордо
- 2014 Тьєррі Невіл
- 2015 Себастьєн Ож'є
- 2016 Себастьєн Ож'є[5]
- 2017 Отт Тянак [6]
- 2018 Отт Тянак[7]
- 2019 Отт Тянак[8]